# Mauro Campagnoli
Pour les articles homonymes, voir Campagnoli.
Mauro Campagnoli (né en 1975 à Turin dans le Piémont), est un anthropologue, ethnomusicologue et compositeur italien. Il a conduit des recherches sur le terrain en Afrique centrale sur divers groupes pygmées (en particulier près des Pygmées Baka, auprès desquels il a été admis à assister à leur rite d'initiation masculine).